# کلایمکس انترتینمنت
کلایمکس اینترتینمنت (انگلیسی: Climax Entertainment) یک شرکت توسعه‌دهنده بازی ویدئویی ژاپنی بود که در سال ۱۹۹۰ تأسیس شد. این شرکت در دوران بازی‌های ۱۶ بیتی فعالیت خود را آغاز کرد و در ابتدا بازی‌هایی برای کنسول سگا جنسیس توسعه داد. کلایمکس اینترتینمنت به‌دلیل توسعه بازی‌های نوآورانه و گرافیک پیشرفته در آن زمان شناخته می‌شد.

## تاریخچه
کلایمکس اینترتینمنت در سال ۱۹۹۰ در شینجوکو-کو، توکیو تأسیس شد. این شرکت در دوران بازی‌های ۱۶ بیتی با توسعه بازی‌هایی برای کنسول سگا جنسیس به شهرت رسید. در دوران بازی‌های ۳۲ بیتی، برخی از اعضای تیم کلایمکس برای ایجاد شرکت نرم‌افزاری Matrix این شرکت را ترک کردند.
پس از توسعه بازی Dark Savior در سال ۱۹۹۶، گروهی از کارکنان بخش CGI شرکت، یک شرکت مستقل به نام Climax Graphics تأسیس کردند که در ابتدا به عنوان یک "شرکت برادر" توصیف می‌شد.

## بازی‌های شاخص
برخی از بازی‌های مهم توسعه‌یافته توسط کلایمکس اینترتینمنت عبارتند از:
- Landstalker (۱۹۹۲)
- Dark Savior (۱۹۹۶)
- Shining in the Darkness (۱۹۹۱)
- Shining Force (۱۹۹۲)

## تعطیلی شرکت
بین سال‌های ۲۰۱۴ تا ۲۰۱۵، کلایمکس اینترتینمنت به دلیل مشکلات مالی تعطیل شد. این تعطیلی بدون هیچ اعلام رسمی انجام شد و بسیاری از کارکنان شرکت به سایر استودیوهای بازی‌سازی پیوستند.

## بازی ها
- درخشش در تاریکی
- نیروی درخشان
- لنداستالکر
- لیدی استاکر
- نجات دهنده تاریک
- جنایت ۱۱-۷۹
- زمان استالکر ها
- رون ابات
- سوپر ران ابات: نسخه سانفرانسیسکو

- ران ابات: عصر جدید
- پادشاهی بهشت
- دروازه آسمان و زمین 2
- سنگ بدون سیاه چال
- میبوری و تبوری
- سرقت شاهزاده خانم
- پادشاه دایناسور
- جزیره دیچینگ: آینه های دور و رنگین کمان
- شکارچیان عنصر
- ضرب وشتم شهر تصادف
- ال بی اکس: تجربه جنگجویان کوچک
- هدف! ردش کن!